# Stenobothrus eurasius
Stenobothrus eurasius là một loài côn trùng thuộc họ Acrididae. Loài này có ở Hungary và România.